# برگ‌پیچ‌های پهن
برگ‌پیچ‌های پهن (نام علمی: Acleris) نام یک سرده از تیره برگ‌پیچان است.